# Blutlimette
Blutlimetten (Blood Lime, auch Red Center Lime) sind eine Kreuzung aus der Australischen Fingerlimette Microcitrus australasica und der Ellendale Mandarine (welche wiederum eine Kreuzung aus Orange und Mandarine darstellt).
Die Frucht wurde im Rahmen eines Projektes der CSIRO in Australien um 1990 entwickelt, das darauf abzielte, Zitrusfrüchte auch auf salzreicherem Boden anbauen zu können. Zwar konnten sich die Früchte auf enorm salzhaltigem Boden nicht gut halten, jedoch wurden sie kommerziell in Australien gut aufgenommen und werden dort seit etwa 2004 verkauft.
Blutlimetten zeichnen sich durch kräftig blutrote (manchmal auch goldfarbene) Früchte von einer Größe von bis zu 50 × 30 mm aus, die auf Bäumen bis etwa 3 m Höhe wachsen. Das Fruchtfleisch ist rötlich tingiert. Im Ursprungsland Australien erfolgt die Reife im Juni bis August und kann dann bis Oktober geerntet werden. Das Aroma scheint ein wenig schwächer als das von herkömmlichen Limetten zu sein, geschmacklich sind die Blutlimetten sehr sauer und werden gerne für Saucen, Marmeladen und Getränke oder auch als Dekoration verwendet.
Abgesehen vom kulinarischen Aspekt werden die Limettenbäume auch gerne als Zierpflanzen gehalten. Diese sind eher genügsam und einfach zu pflegen.